# Lý thuyết nhiễu loạn
Lý thuyết nhiễu loạn là phương pháp toán học để tìm ra nghiệm gần đúng cho một bài toán, bằng cách xuất phát từ nghiệm chính xác của một bài toán tương tự đơn giản hơn. Một kĩ thuật quan trọng tách bài toán thành phần "có thể giải quyết được" và phần "nhiễu loạn". Lý thuyết nhiễu loạn được áp dụng nếu bài toán hiện tại không thể giải chính xác được nhưng nó có thể được hình thành bằng cách thêm một số hạng "nhỏ" vào mô tả toán học của bài toán giải được chính xác.
Lý thuyết nhiễu loạn dẫn đến một biểu thức cho nghiệm kì vọng theo một chuỗi lũy thừa với các tham số "nhỏ" - được gọi là chuỗi nhiễu loạn - độ lệch so với bài toán có thể giải chính xác. Số hạng đầu trong chuỗi lũy thừa này là nghiệm của bài toán giải được chính xác, trong khi các số hạng tiếp theo mô tả độ lệch trong nghiệm. Ta có gần đúng cho nghiệm toàn phần A, một chuỗi theo tham số nhỏ (ở đây gọi là ε như sau:
{\displaystyle A=A_{0}+\varepsilon ^{1}A_{1}+\varepsilon ^{2}A_{2}+\cdots }
Trong ví dụ này, A0 sẽ là nghiệm đã biết khi giải bài toán ban đầu và A1, A2, ... biểu diễn các số hạng bậc cao có thể tìm được bằng cách giải lặp. Với ε nhỏ, các số hạng bậc cao trong chuỗi trở nên rất nhỏ.
"Nghiệm nhiễu loạn" gần đúng có được bằng cách ngắt chuỗi, thường chỉ giữ hai số hạng đầu tiên, nghiệm ban đầu và hiệu chỉnh nhiễu loạn "bậc một"
{\displaystyle A\approx A_{0}+\varepsilon A_{1}~.}

## Mô tả chung
Lý thuyết nhiễu loạn liên quan chặt chẽ đến các phương pháp được sử dụng trong phân tích số. Việc sử dụng lý thuyết nhiễu loạn sớm nhất khi giải các bài toán không thể giải được trong cơ học thiên thể: ví dụ quỹ đạo của Mặt Trăng, di chuyển khác biệt so với đường elip Kepler đơn giản vì lực hấp dẫn của Trái Đất và Mặt Trời 
Các phương pháp nhiễu loạn xuất phát từ một dạng đơn giản hóa của bài toán ban đầu, mà nó đủ đơn giản để được giải được chính xác. Trong cơ học thiên thể, đây thường là đường elip Kepler. Dưới lực hấp dẫn không tương đối tính, một đường elip chính xác khi chỉ có hai vật thể hấp dẫn nhau (giả sử là Trái Đất và Mặt Trăng) nhưng không hoàn toàn chính xác khi có ba vật thể trở lên (ví dụ: Trái Đất, Mặt Trăng, Mặt Trời và phần còn lại của Hệ Mặt Trời) và không hoàn toàn chính xác khi tương tác hấp dẫn được phát biểu bằng cách sử dụng các công thức từ thuyết tương đối rộng.
Bài toán được giải, nhưng được đơn giản hóa nhờ "nhiễu loạn" để làm cho các điều kiện mà nghiệm nhiễu loạn thực sự thỏa mãn gần hơn với công thức trong bài toán đầu, chẳng hạn như lực hấp dẫn của vật thể thứ ba (Mặt Trời). Thông thường, "các điều kiện" biểu diễn thực tại là một (hoặc một số) công thức biểu diễn cụ thể một số định luật vật lý, như định luật thứ hai của Newton, phương trình gia tốc lực,
{\displaystyle \mathbf {F} =m\mathbf {a} ~.}
Trong trường hợp của ví dụ, lực F được tính dựa trên vật thể hấp dẫn liên quan; gia tốc a có được, bằng giải tích, từ quỹ đạo Mặt Trăng. Trong cả hai dạng: các giá trị gần đúng cho lực và gia tốc được dẫn ra và các giá trị chính xác cho lực và gia tốc, sẽ yêu cầu đáp án hoàn chỉnh để tính toán. [cần trích dẫn]
Những thay đổi nhỏ do việc điều chỉnh nhiễu loạn, bản thân chúng có thể đã được đơn giản hóa một lần nữa, được sử dụng như là hiệu chỉnh cho nghiệm gần đúng. Do tính đơn giản hóa được đưa ra theo mỗi bước, các hiệu chỉnh không bao giờ hoàn hảo cả và các điều kiện được đáp ứng bởi nghiệm đã sửa không hoàn toàn khớp với phương trình mà thực tế yêu cầu. Tuy nhiên, ngay cả chỉ một chu kỳ hiệu chỉnh thường cung cấp một câu đáp án gần đúng tuyệt vời cho nghiệm thực sự. [citation needed]
Không có yêu cầu dừng lại ở một chu kỳ hiệu chỉnh. Một nghiệm được hỉnh chỉnh một phần có thể được sử dụng lại làm khởi đầu mới cho một chu kỳ nhiễu loạn và hiệu chỉnh khác. Về nguyên tắc, các chu kỳ làm tăng tính hiệu chỉnh tốt hơn và có thể kéo dài vô tận. Trong thực tế, người ta thường dừng lại ở một hoặc hai chu kỳ hiệu chỉnh. Khó khăn thông thường với phương pháp là việc hiệu chỉnh dần dần làm cho các nghiệm mới trở nên phức tạp hơn rất nhiều, do đó mỗi chu kỳ khó kiểm soát hơn nhiều so với chu kỳ hiệu chỉnh trước đó. Isaac Newton được cho là đã nói, liên quan đến vấn đề quỹ đạo của Mặt Trăng, rằng "Nó khiến tôi đau hết cả đầu." 
Quy trình chung này là một công cụ toán học được sử dụng rộng rãi trong các ngành khoa học và kỹ thuật tiên tiến: bắt đầu từ một bài toán đơn giản hóa và dần dần thêm các hiệu chỉnh làm cho công thức mà bài toán được hiệu chỉnh trở nên ngày càng gần hơn với công thức ban đầu.

## Ví dụ
Ví dụ cho "mô tả toán học" là: phương trình đại số, phương trình vi phân (ví dụ: phương trình chuyển động  hoặc phương trình sóng), năng lượng tự do (trong cơ học thống kê), truyền bức xạ, toán tử Hamiltonian (trong cơ học lượng tử).
Ví dụ cho loại nghiệm được tìm thấy bằng nhiễu loạn: nghiệm của phương trình (ví dụ, quỹ đạo của hạt), trung bình thống kê của một số đại lượng vật lý (ví dụ: độ từ hóa trung bình), năng lượng trạng thái cơ bản của bài toán cơ học lượng tử.
Ví dụ cho các bài toán có thể giải được chính xác bắt đầu bằng: phương trình tuyến tính, bao gồm phương trình chuyển động tuyến tính (dao động điều hòa, phương trình sóng tuyến tính), hệ thống thống kê hoặc cơ học lượng tử của các hạt không tương tác (hoặc nói chung, các Hamiltonian hoặc năng lượng tự do chỉ chứa các số hạng bậc hai trong tất cả các bậc tự do).
Ví dụ về "nhiễu loạn" để giải: Các đóng góp phi tuyến cho các phương trình chuyển động, tương tác giữa các hạt, số hạng bậc cao hơn trong Hamiltonian/Năng lượng tự do.
Đối với các bài toán vật lý liên quan đến tương tác giữa các hạt, các số hạng của chuỗi nhiễu loạn có thể được hiển thị (và thao tác) bằng giản đồ Feynman.

## Lịch sử
Lý thuyết nhiễu loạn lần đầu tiên được nghĩ ra để giải quyết các bài toán tương tác trong việc tính toán chuyển động của các hành tinh trong hệ mặt trời. Chẳng hạn, định luật vạn vật hấp dẫn của Newton đã giải thích lực hấp dẫn giữa hai thiên thể, nhưng khi một thiên thể thứ ba được thêm vào, vấn đề là "Làm thế nào mỗi thiên thể hút vào nhau?" Phương trình của Newton chỉ cho phép phân tích khối lượng của hai thiên thể. Độ chính xác ngày càng tăng của các quan sát thiên văn đã dẫn đến nhu cầu gia tăng về độ chính xác của các nghiệm trong các phương trình hấp dẫn của Newton, được dẫn ra trong thế kỉ thứ 18 và 19 bởi Lagrange và Laplace, để mở rộng và khái quát hóa các phương pháp của lý thuyết nhiễu loạn. Những phương pháp gây nhiễu được phát triển tốt đã được áp dụng và điều chỉnh để giải các bài toán mới phát sinh trong quá trình phát triển cơ học lượng tử của vật lý nguyên tử và hạ nguyên tử ở thế kỉ thứ 20. Paul Dirac đã phát triển lý thuyết nhiễu loạn vào năm 1927 để đánh giá khi nào một hạt sẽ được phát ra trong các nguyên tố phóng xạ. Sau này được đặt tên là quy tắc vàng Fermi.

### Bắt đầu nghiên cứu về chuyển động hành tinh
Do các hành tinh ở rất xa nhau và vì khối lượng của chúng nhỏ so với khối lượng của Mặt Trời, nên lực hấp dẫn giữa các hành tinh có thể bị bỏ qua và chuyển động của hành tinh được coi là xấp xỉ đầu tiên, như đang diễn ra dọc theo quỹ đạo của Kepler, được xác định bởi các phương trình của bài toán hai vật, hai vật thể là hành tinh và Mặt trời.
Do dữ liệu thiên văn được biết đến với độ chính xác cao hơn nhiều, nên cần phải xem xét chuyển động của một hành tinh quanh Mặt Trời bị ảnh hưởng bởi các hành tinh khác như thế nào. Đây là nguồn gốc của bài toán ba hạt; do đó, khi nghiên cứu hệ Mặt Trăng - Trái Đất - Mặt trăng, tỷ lệ khối lượng giữa Mặt Trăng và Trái Đất được chọn làm tham số nhỏ. Lagrange và Laplace là những người đầu tiên đưa ra quan điểm rằng các hằng số mô tả chuyển động của một hành tinh quanh Mặt Trời là một "nhiễu loạn", do chuyển động của các hành tinh khác và biến thiên như hàm của thời gian; do đó tên "lý thuyết nhiễu loạn".
Lý thuyết nhiễu loạn được khảo sát bởi các học giả cổ điển Laplace, Poisson, Gauss -Là một kết quả trong đó tính toán có thể được thực hiện với độ chính xác rất cao. Phát hiện về hành tinh sao Hải Vương vào năm 1848 bởi Urbain Le Verrier, dựa trên những sai lệch trong chuyển động của hành tinh Uranus (ông đã gửi tọa độ cho Johann Gottfried Galle, người đã quan sát thành công Sao Hải Vương qua kính viễn vọng của mình), cho thấy thành công của lý thuyết nhiễu loạn.

## Bậc nhiễu loạn
Thứ tự chuẩn của lý thuyết nhiễu loạn được đưa ra trong theo bậc mà nhiễu loạn được thực hiện: lý thuyết nhiễu loạn bậc một hoặc lý thuyết nhiễu loạn bậc hai, và cho dù các trạng thái nhiễu loạn bị suy biến, đòi hỏi nhiễu loạn kì dị. Trong trường hợp số ít phải được xét thêm, và lý thuyết thì phức tạp hơn một chút.

## Trong hóa học
Nhiều phương pháp hóa học lượng tử ab initio sử dụng lý thuyết nhiễu loạn trực tiếp hoặc là các phương pháp liên quan chặt chẽ. Lý thuyết nhiễu loạn tường minh  hoạt động với Hamiltonian đầy đủ ngay từ đầu và không bao giờ chỉ định toán tử nhiễu như vậy. Lý thuyết nhiễu loạn Møller-Plesset sử dụng sự khác nhaut giữa Hamiltonian Hartree - Fock và Hamiltonian phi tương đối tính chính xác như nhiễu loạn. Năng lượng bậc không là tổng các năng lượng quỹ đạo. Năng lượng bậc một là năng lượng Hartree – Fock và tương quan electron được bao gồm ở bậc hai hoặc cao hơn. Các tính toán đến bậc hai, bậc ba hoặc bậc bốn là rất phổ biến và code được bao gồm trong hầu hết các chương trình hóa học lượng tử ab initio. Một phương pháp liên quan nhưng chính xác hơn là phương pháp liên cụm.